# آرماندو بو (فیلم‌نامه‌نویس)
آرماندو بو (اسپانیایی: Armando Bó‎) فیلم‌نامه‌نویس اهل آرژانتین است. او در سال ۲۰۱۵ میلادی به همراه الخاندرو گونسالس اینیاریتو، نیکلاس گیاکوبونه و الکساندر دینلاریس بابت نگارش فیلم‌نامهٔ بردمن، برندهٔ جایزه اسکار بهترین فیلم‌نامه غیراقتباسی شد.